# 2º Reggimento artiglieria terrestre "Vicenza"
Il 2º Reggimento artiglieria  di tradizioni alpine era un reparto dell'Esercito Italiano con sede a Trento, soppresso il 25 giugno 2015. Nato nel 1909 con le brigate, poi divenute gruppo, Conegliano (btr 13-14-15), Bergamo (btr 16-17-18), Vicenza (btr 19-20-21) e dal  1º ottobre Belluno (btr 22-23-24). Nel corso degli anni riceverà e cederà gruppi ad altri Reggimenti. Solo il "Gruppo Vicenza" arriverà fino alla fine della storia del Reggimento nel 2015.
Nella sua ultima connotazione dal 2002 e fino a giugno 2015, il 2º "Vicenza" era designato come "artiglieria terrestre (pesante Alpina)". 
Dal 1º gennaio 1996 modifica la sua denominazione in 2º Reggimento Artiglieria Alpina fino al 2002 in cui prenderà la denominazione di 2º Reggimento Artiglieria Terrestre (pesante Alpina). La storia del 2º Reggimento Artiglieria è lunga e complessa, fatta di cambi di denominazione e struttura dovuti alle varie riorganizzazioni dell'esercito.

## Storia
Viene costituito il 15 luglio 1909, partecipa alla guerra di Libia nel 1911, la prima guerra mondiale in particolar modo sull'Adamello, sul Carso e lungo il Piave.
Nel 1935 diventa 2º Reggimento Artiglieria Alpina "Tridentina", e nel 1940 viene impegnato nella Campagna italiana di Grecia, guadagnandosi una medaglia di bronzo.
Dal 1942, durante la seconda guerra mondiale, partecipa alla campagna sul fronte russo. Viene sciolto in seguito all'armistizio del 10 settembre 1943.

### Dopoguerra
Ricostituito nel 1951 sotto il comando della Brigata alpina "Tridentina", il 30 settembre 1975, viene sciolto e il Gruppo artiglieria da montagna "Vicenza" ne eredita bandiera e tradizioni. Dopo alterne vicende, dovute alla riorganizzazione dell'Esercito, nel 1992 a Trento assume la denominazione 2º Reggimento Artiglieria Pesante Campale e comprende tra i suoi ranghi il solo Gruppo artiglieria da Montagna "Vicenza". Dal 1° gennaio 1996 modifica la sua denominazione in 2º Reggimento Artiglieria Alpina, fino al 2002. Il 2º Reggimento artiglieria è stato soppresso il 25 giugno 2015 e con esso cessa di esistere il "Gruppo Vicenza". La sua gloriosa Bandiera di Guerra riposa all’Altare della Patria di Roma nel Sacrario delle Bandiere, dove continuerà a vivere per sempre.

## Struttura organica
Il reggimento, equipaggiato con obici FH-70, alla vigilia dello scioglimento aveva la seguente struttura organica:
- Comando del Reggimento
  -  Batteria comando e supporto logistico BCS
  -  28ª Batteria contraerea leggera
  -  Gruppo artiglieria da montagna "Vicenza"
    -  19ª Batteria obici
    -  20ª Batteria obici
    -  21ª Batteria obici
    -  45ª Batteria supporto tecnico

## Simboli

### Stemma
Ornamenti esteriori: Sullo scudo corona tinta d'oro, accompagnata sotto da due nastri, annodati nella corona scendenti e svolazzanti in sbarra e in banda ai lati dello scudo, rappresentanti le ricompense al valore. Su lista bifida d'oro, svolazzante, concavità rivolta verso l'alto, il motto "Per ardua ardens".»
Il Gruppo Vicenza aveva come distintivo un'aquila rostrata, in vetta ad una montagna, con un cannone in primo piano, su cui è impresso il n. 2. Fanno da sfondo le montagne innevate.

## Onorificenze

### Decorati
- Giuseppe Borgogno, sottotenente
- Giuseppe Bertolotti, capitano
- Luigi Albera, capitano
- Carlo Luigi Calbo, tenente colonnello
- Leonida Magnolini, sottotenente
- Angelo Orzali, capitano
- Ferruccio Tempesti, maresciallo
- Libero Vinco, capitano

### Altre onorificenze
- Cittadinanza onoraria della città di Vicenza.

## Persone legate al reggimento
- Carlo Calbo Luigi, tenente colonnello, Medaglia d'oro al valor militare. «Comandante l'artiglieria di una colonna in ripiegamento in lungo periodo di contingenze eccezionalmente avverse, sempre si imponeva all'ammirazione di capi e gregari, per il suo incomparabile valore. Dopo aver solidamente contribuito, col magistrale impegno delle sue batterie, all’esito vittorioso di ben undici battaglie combattute nel gelo torturante della steppa, di fronte a situazione ormai tragica, conscio dell’alta responsabilità di un comandante che non ha limiti alla sua missione, quando le batterie divennero inerti per forza di eventi, egli fece di artiglieri, alpini, e li portò all’assalto con la fede e la ferma volontà di vincere che mai in lui erano venute meno. Mortalmente colpito da pallottola nemica sulle posizioni ormai conquistate, serenamente come era vissuto, donava alla Patria la sua vita luminosa di eroe. – Medio Don (Russia), 17-26 gennaio 1943.»
- Teresio Olivelli, sottotenente, partigiano medaglia d'oro al valor militare
- Goffredo Zignani, tenente colonnello, medaglia d'oro al valor militare
- Ettore Varini, generale di divisione. Comm. Della Corona d'Italia
- Federico Moro, generale di corpo d’armata, medaglia d’argento al valor militare